# فيكرز آر إي بي أحادية السطح
فيكرز آر إي بي أحادية السطح  (بالإنجليزية: Vickers R.E.P. Type Monoplane)‏ هي طائرة تدريب أحادية السطح، أنتجت في المملكة المتحدة. من صناعة فيكرز المحدودة. كان أول طيران لها في 1911. صنع منها 8 طائرات.